# Austin Shepherd
Austin Shepherd (Buford, 28 maggio 1992) è un giocatore di football americano statunitense che gioca nel ruolo di offensive tackle per i Minnesota Vikings della National Football League (NFL). Scelto come 227º assoluto del Draft NFL 2015, in precedenza aveva giocato a football per i Crimson Tide dell'Università dell'Alabama.

## Carriera professionistica

### Minnesota Vikings
Il 2 maggio Shepherd fu selezionato al 7º giro come 227º assoluto dai Minnesota Vikings, con i quali cinque giorno dopo firmò il suo primo contratto da professionista, un quadriennale da 2,34 milioni di dollari di cui 69.696 garantiti alla firma.